# دير المنيرة
دير المنيرة أو حصن الدير أو دير الغنايم، هو موقع أثري على بعد حوالي 23 كم شمال مدينة الخارجة و3 كم شرق قرية المنيرة، يضم الموقع حصناً رومانياً يعد من أكبر الحصون الرومانية في واحة الخارجة، شُيد لحراسة الطريق الصحراوي الرئيسي باتجاه فرشوط ووادي النيل. كما يضم الموقع معبداً رومانياً من الطوب اللبن على مقربة من الحصن.

## التاريخ
يُعتقد أن الحصن بُني في عهد الإمبراطور دقلديانوس ( 284-305) أو أحد خلفائه. وربما تحول إلى دير لاحقاً، كما يُشير اسمه. استخدمت القوات البريطانية الحصن والمنطقة المحيطة بها خلال الحرب العالمية الأولى، ضمن حملتها ضد السنوسيين وهو ما تؤكده النقوش الحديثة التي خلفها أفرادها.
وصف الحصن العديد من الرحالة، لسعة حجمه على الأرجح، مثل السير أرشيبالد إدمونستون [الإنجليزية]، (1795–1871)، في حين ورد وصف مجمع المعبد شمال الحصن لأول مرة في 1874 من قبل الباحث الألماني يورغ شفاينفورت (1836-1925)، وفي ثلاثينيات القرن الماضي من قبل عالم الآثار الألماني رودولف ناومان (1910-1996).
خضع الموقع لعمليات مسح وتنقيب في 1997 و1998 و2002 من قبل فريق ألفا نيكروبوليس والمعهد الفرنسي للآثار الشرقية. وأظهر مسح 1997 عن وجود ثلاث مناطق دفن في جنوب وشمال وشرق الحصن. خلال أعمال التنقيب في القطاع الجنوبي في 1998، عُثر على ثمانية مقابر منهوبة وتوابيت خشبية ورفات بشرية وأثاث جنائزي تقليدي. كشفت مواسم التنقيب اللاحقة المخصصة للقطاع الشمالي من المدافن عن 35 مقبرة و19 تابوتاً من الحجر الجيري الأبيض، يحتوي بعضها على جثث محنطة محفوظة جيداً ومدفونة في وضعية أوزوريس بأذرع متقاطعة فوق الصدر. فيما يعتقد أن المدافن تعود إلى القرنين الثالث والخامس الميلاديين.
أجرى المعهد الفرنسي للآثار الشرقية تحت إشراف فرانسواز دوناند أعمال تنقيب في محيط دير المنيرة في 2002. شملت الاكتشافات الهامة العثور على مقابر قبطية، أكفان ملونة، ومومياوات للكلاب. يُفترض أن مومياوات الكلاب كانت قرابين نذرية إلى المعبود أنوبيس، والذي كان يُعبد في أسيوط وأبيدوس حيث تؤدي المسارات الصحراوية إلى واحة الخارجة وهي العبادة التي كانت معروفة بالفعل في موقع قصر الضباشية.

## الوصف

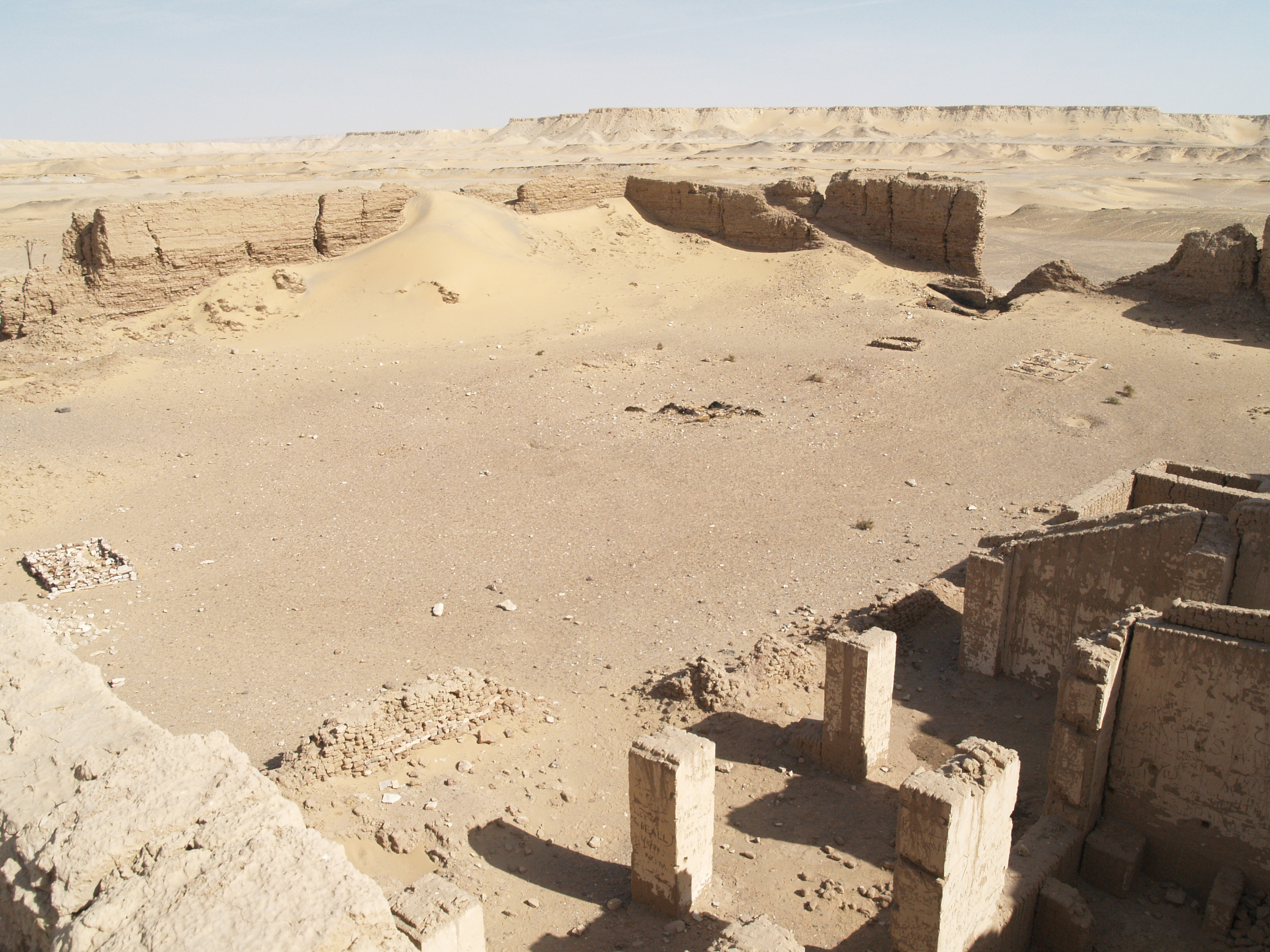
فناء الحصن

يعد حصن دير المنيرة الروماني شمال جبل أم الغنايم، أحد أهم معالم منخفض الخارجة، يقع على بعد حوالي 20 كم شمال شرق معبد هيبس و9 كم شرق قرية المنيرة.
يأخذ الحصن شكل المربع وتتراوح أبعاده بين 74 و 75 م2 من الجانبين. يصل ارتفاع الجدران المبنية إلى 12.5 م وعرضها 3.6 م في الجزء العلوي من الجدار وتضم زوايا الجدران أبراج (قطرها 6.7 إلى 7.4 م) وعلى جميع الجوانب برجان نصف دائريان بعرض حوالي 5 أمتار وتتصل الأبراج، البالغة اثنا عشر برجاً، ببعضها البعض عبر حاجز يمتد على طول الجزء العلوي، ويمكن الوصول إليه عبر سلالم من داخل الحصن وربما كان المدخل الوحيد للحصن يقع على الجانب الغربي. يؤدي درجان إلى المصعد الموجود أعلى الجدار على الجانب الجنوبي الداخلي والآخر في الجانب الشمالي الداخلي وفي وسط الفناء، كان هناك بئر عميق يزود الحامية بالمياه بالإضافة إلى المباني الخارجية والحقول المزروعة خارج الحصن عبر نظام مبتكر من القنوات الجوفية.

## معرض الصور

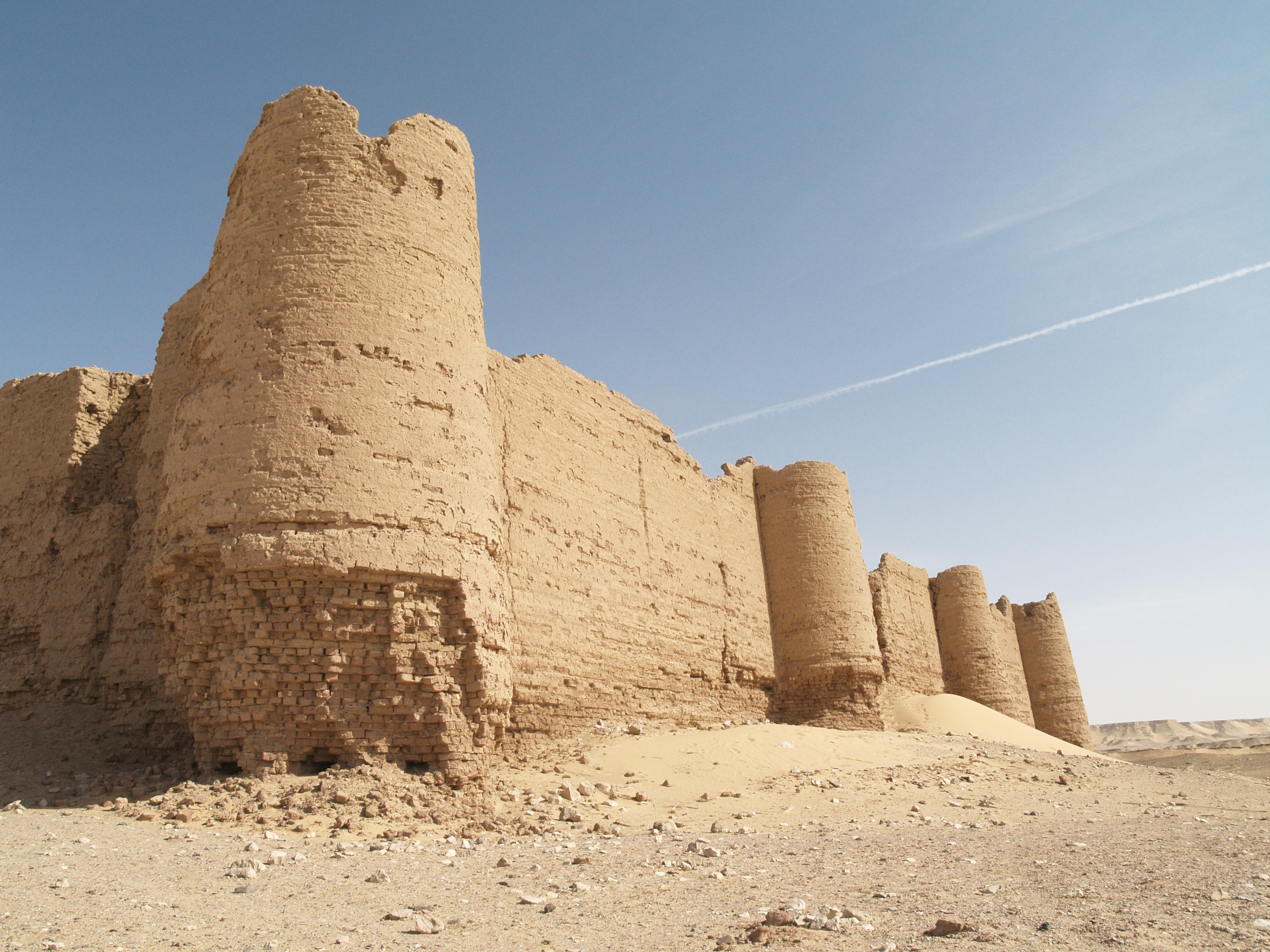
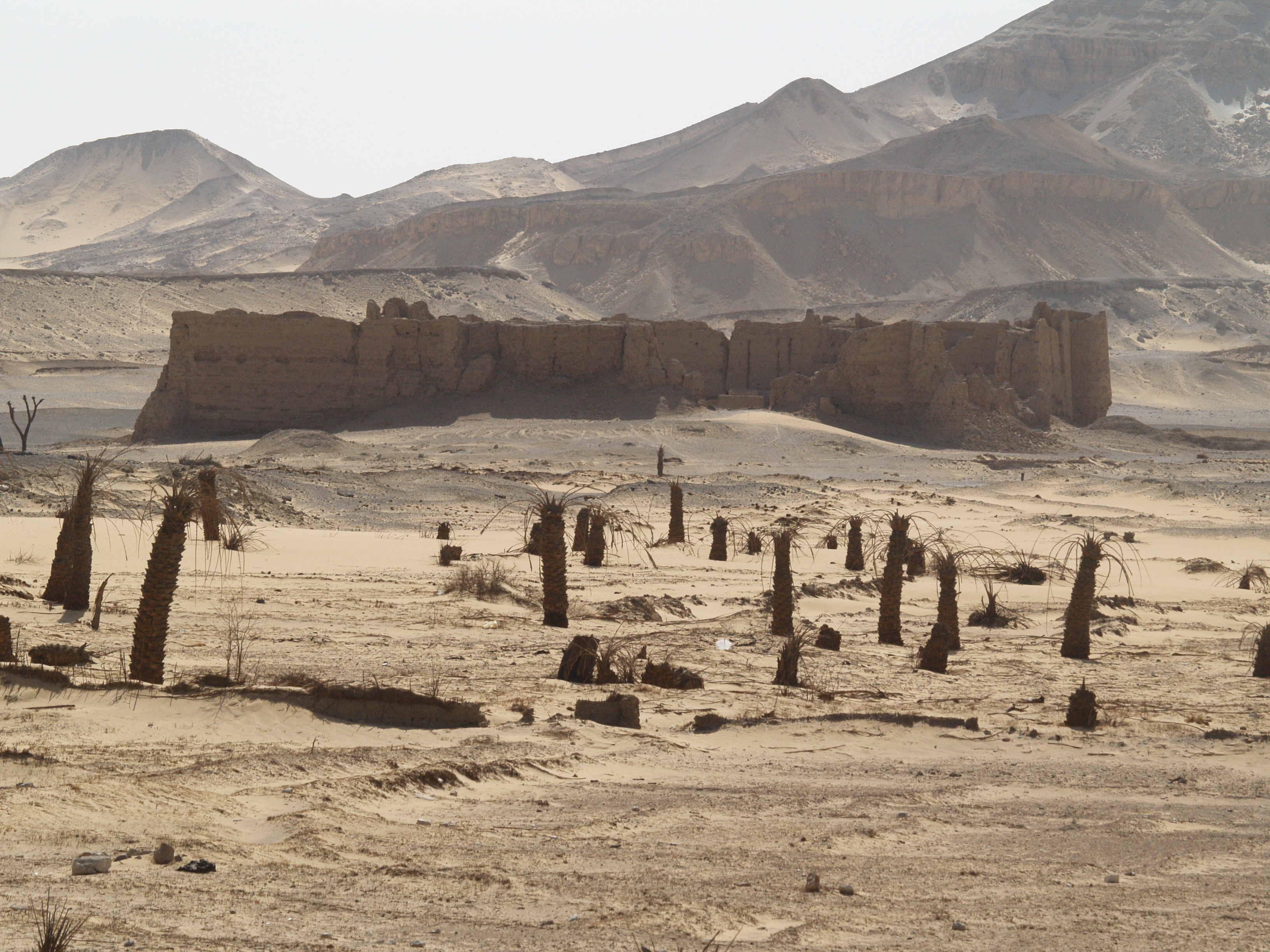
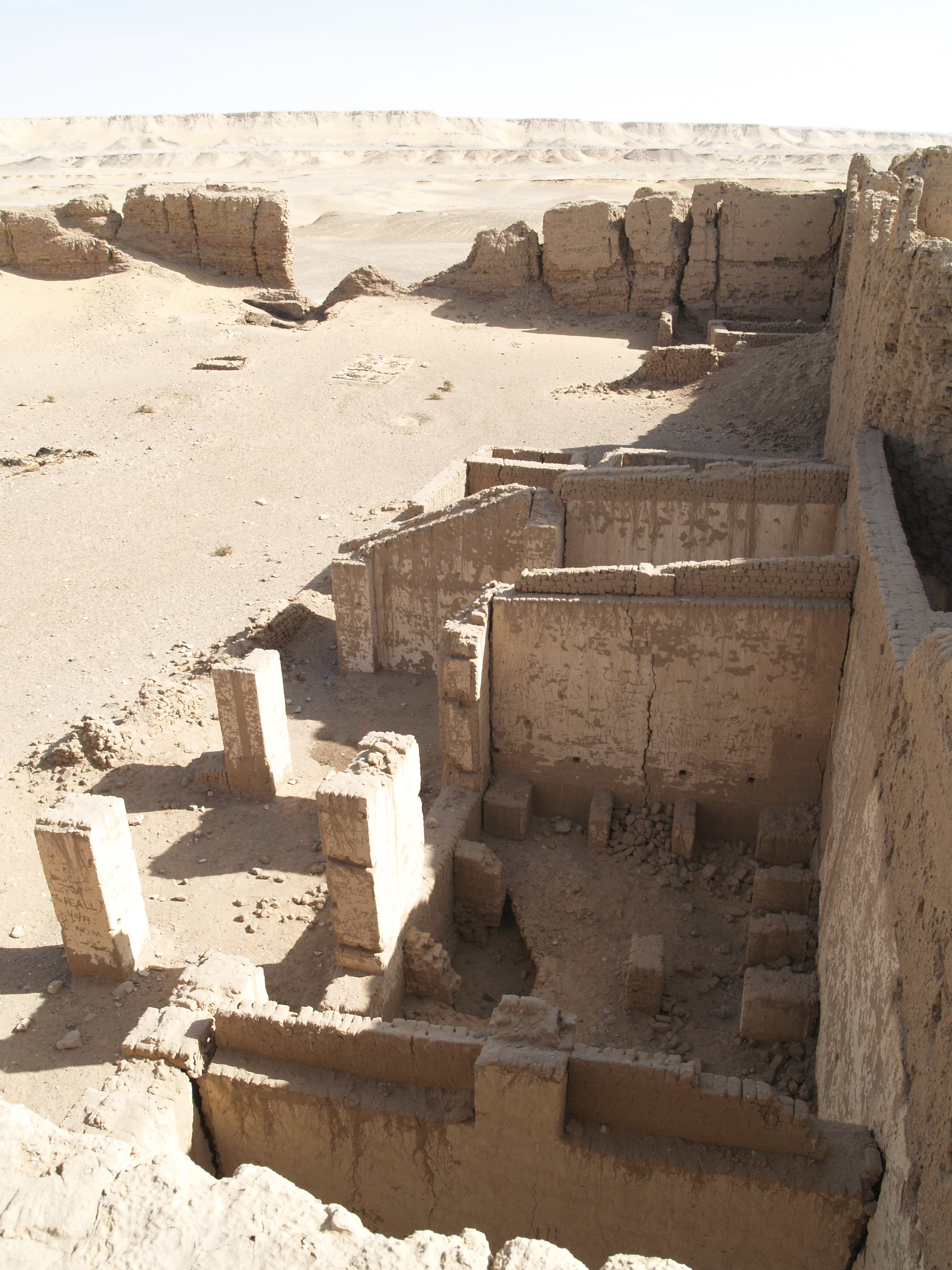

## معلومات المراجع
- Archibald، Edmonstone (1822). A journey to two of oases of upper Egypt. London: Murray. مؤرشف من الأصل في 2015-02-05.
- Georg، schweinfurth (1875). Notizen zur Kenntniss der Oase El-Chargeh : I. Alterthümer. Mittheilungen aus Justus Perthes’ geographischer Anstalt über wichtige neue Erforschungen auf dem Gesammtgebiete der Geographie von Dr. A. Petermann. Murray.
- Rudolf، Naumann (1939). Bauwerke der Oase Khargeh. Mitteilungen des Deutschen Instituts für ägyptische Altertumskunde in Kairo.
- Françoise، Dunand, Françoise ; Coudert, Magali ; Letellier-Wilemin, Fleur (2008). Decouverte d'une necropole Chretienne sur le site d'El-Deir (Oasis de Kharga). Cahiers de la Bibliothèque Copte. Paris: Boud'hors, Anne  (ed.): Études coptes; 10; Douzième journée d'études; (Lyon, 19-21 May 2005).{{استشهاد بكتاب}}:  صيانة الاستشهاد: أسماء متعددة: قائمة المؤلفين (link)
- Françoise، Dunand, Françoise ; Tallet, Gaelle ; Letellier-Wilemin, Fleur (2005). Un linceul peint de la nécropole d’Ed-Deir : Oasis de Kharga. Bulletin de l'Institut Français d'Archéologie Orientale (BIFAO), vol.  105. مؤرشف من الأصل في 2022-10-21.{{استشهاد بكتاب}}:  صيانة الاستشهاد: أسماء متعددة: قائمة المؤلفين (link)
- Françoise، Dunand, Françoise ; Lichtenberg, Roger (2005). Des chiens momifiés à El-Deir : Oasis de Kharga. Bulletin de l'Institut Français d'Archéologie Orientale (BIFAO), vol.  105. مؤرشف من الأصل في 2022-10-21.{{استشهاد بكتاب}}:  صيانة الاستشهاد: أسماء متعددة: قائمة المؤلفين (link)

## وصلات خارجية
- مسح شمال واحة الخارجة